# グルカン-1,4-α-マルトヒドロラーゼ
グルカン-1,4-α-マルトヒドロラーゼ(Glucan 1,4-alpha-maltohydrolase、EC 3.2.1.133)は、4-α-D-グルカン α-マルトヒドロラーゼという系統名を持つ酵素であり、以下の化学反応を触媒する。
多糖の(1->4)-α-D-グルコシド結合を加水分解し、鎖の非還元末端から連続するα-マルトース単位を除去する。
この酵素は、デンプン及び関連する多糖、オリゴ糖に作用する。